# Guy Armoured Car
Guy Armoured Car (Guy AC) – brytyjski samochód pancerny z początkowego okresu II wojny światowej. Był to dwuosiowy średni samochód pancerny z napędem na obie osie; jego uzbrojenie stanowił wielkokalibrowy karabin maszynowy (kalibru 12,7 mm lub 15 mm) sprzężony z karabinem maszynowym. Był pierwszym brytyjskim seryjnym samochodem pancernym z napędem na wszystkie koła i poprzednikiem samochodu pancernego Humber AC.

## Historia

### Powstanie
Samochód pancerny Guy powstał w odpowiedzi na zapotrzebowanie armii brytyjskiej na nowy samochód pancerny, mający pełnić podstawową rolę w pułkach kawalerii pancernej. Przed II wojną światową Wielka Brytania nie posiadała nowoczesnych samochodów pancernych. Jako rozwiązanie przejściowe zamówiono i wyprodukowano w 1938 roku partię samochodów Morris CS9/LAC, lecz nie spełniały one wszystkich wymagań, między innymi nie posiadały napędu na wszystkie koła. W lutym 1938 roku Ministerstwo Wojny (War Office) urządziło konkurs na najlepsze podwozie dla perspektywicznego samochodu pancernego, mającego zastąpić inne typy. Wzięło w nim udział sześć rodzajów podwozia: po jednym przedsiębiorstw Guy Motors, Unipower, GMC, Morris Commercial i dwa austriackiej firmy Austro-Daimler (koncernu Steyr-Daimler-Puch). Wszystkie miały napęd na obie osie; pierwsze trzy miały konwencjonalne zawieszenie ze sztywnymi osiami, a trzy ostatnie – zawieszenie niezależne. Zamówiono następnie po sześć prototypów najbardziej obiecujących samochodów pancernych na podwoziach Guy Ant i Morris Quad i cztery prototypy austriackich. Trzy pierwsze prototypy samochodu pancernego Guy zostały ukończone do września 1938 i przekazane do testów pułkowi Queen's Bays. W szóstym prototypie wprowadzono większe koła 10,5x20 zamiast 10,5x16 i inne modyfikacje, a następnie wysłano go w celu testów pustynnych do Egiptu.
Za najlepszy z testowanych uznano samochód Guy, który oferował dobre charakterystyki w terenie i oparty był na sprawdzonych już podzespołach, dzielonych z ciągnikiem artyleryjskim Guy Quad Ant. Odmiennie niż w ciągniku, w samochodzie Guy przeniesiono silnik na tył. Prototypy Morris i Austro-Daimler z niezależnym zawieszeniem kół, były wprawdzie bardziej perspektywiczne, lecz ich dopracowanie wymagało czasu, podczas gdy sytuacja polityczna w Europie stawała się coraz bardziej napięta. Ponadto, Anschluss Austrii w 1938 roku postawił pod znakiem zapytania możliwość dostaw z tego kraju. W rezultacie w styczniu 1939 roku zamówiono 101 samochodów pancernych Guy. Początkowo (do 1941 roku) pojazdy tej klasy były oficjalnie klasyfikowane w Wielkiej Brytanii jako „lekkie czołgi kołowe” – ang. Tank, Light (Wheeled), a zwycięski samochód został oznaczony jako Tank, Light (Wheeled), Mark I (model pierwszy, w skrócie Mk I). Później ich oznaczenie zmieniono na Armoured Car, Guy (samochód pancerny Guy). 

### Produkcja i rozwój

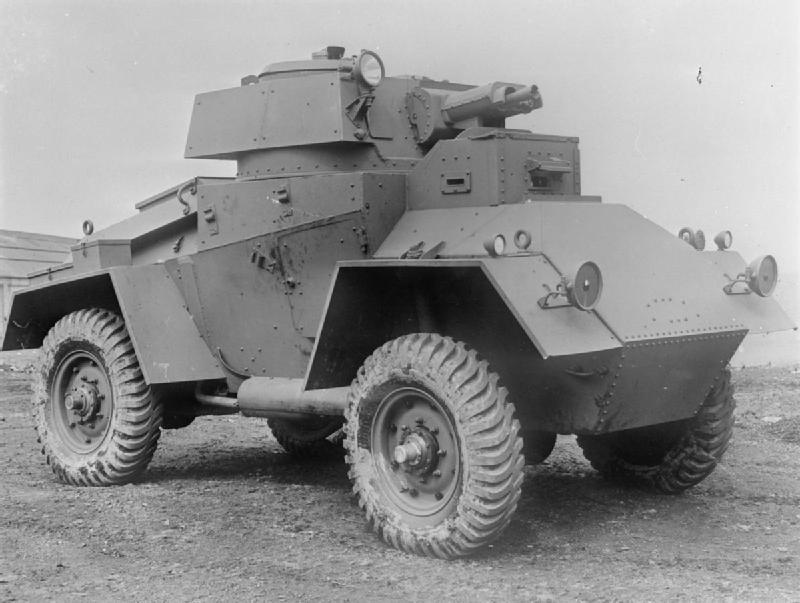
Guy AC Mk I

Uzbrojenie pojazdu stanowił wielkokalibrowy karabin maszynowy Vickers kalibru 12,7 mm sprzężony z karabinem maszynowym Vickers kal. 7,7 mm (oba chłodzone wodą). Było ono takie samo, jak ówczesnych brytyjskich czołgów lekkich Mk VI A/B, co uzasadniało taką klasyfikację pojazdów. 50 pierwszych samochodów wyposażono w takie uzbrojenie, a kolejne, oznaczone jako Mk IA, otrzymały uzbrojenie w postaci nowego wielkokalibrowego karabinu maszynowego Besa kalibru 15 mm sprzężonego z km Besa kal. 7,92 mm (oba chłodzone powietrzem; odpowiadało ono ostatniej wersji czołgu lekkiego Mk VI C).
Prototypy miały pancerne nadwozie nitowane, o skomplikowanym kształcie, zaprojektowane przez królewski arsenał w Woolwich. Firma Guy Motors zasugerowała jednak zastosowanie w konstrukcji spawania, nie używanego wcześniej na większą skalę w konstrukcji brytyjskich pojazdów, co zostało zaakceptowane przez zamawiającego. W celu usprawnienia pracy w fabryce Guy w Wolverhampton opracowano i zainstalowano specjalną obrotową ramę do wygodnego i szybszego spawania kadłubów (po wojnie fabryka otrzymała za to nagrodę od Królewskiej Komisji Nagród dla Wynalazców). Po wybuchu II wojny światowej okazało się jednak, że firma Guy Motors miała niewystarczające moce produkcyjne jak na zwiększone potrzeby związane z wojną, więc zaproponowano wytwarzanie analogicznego samochodu pancernego koncernowi motoryzacyjnemu Rootes Group. Nowy samochód pancerny Humber Armoured Car był wzorowany na samochodzie pancernym Guy, a pancerne nadwozia i wieże dla niego nadal wykonywała firma Guy, dysponująca odpowiednim stanowiskiem. Pierwszy model samochodu Humber AC Mk I miał nadwozie i wieżę analogiczne do samochodu Guy AC Mk IA, a wizualną różnicę stanowiła przede wszystkim pozioma górna krawędź tylnych błotników, zamiast pochyłej. 
Odmianą samochodu, która nie weszła do produkcji, był eksperymentalny transporter opancerzony Carrier, Wheeled (Experimental) Guy, zbudowany w 1940 roku.

### Eksploatacja

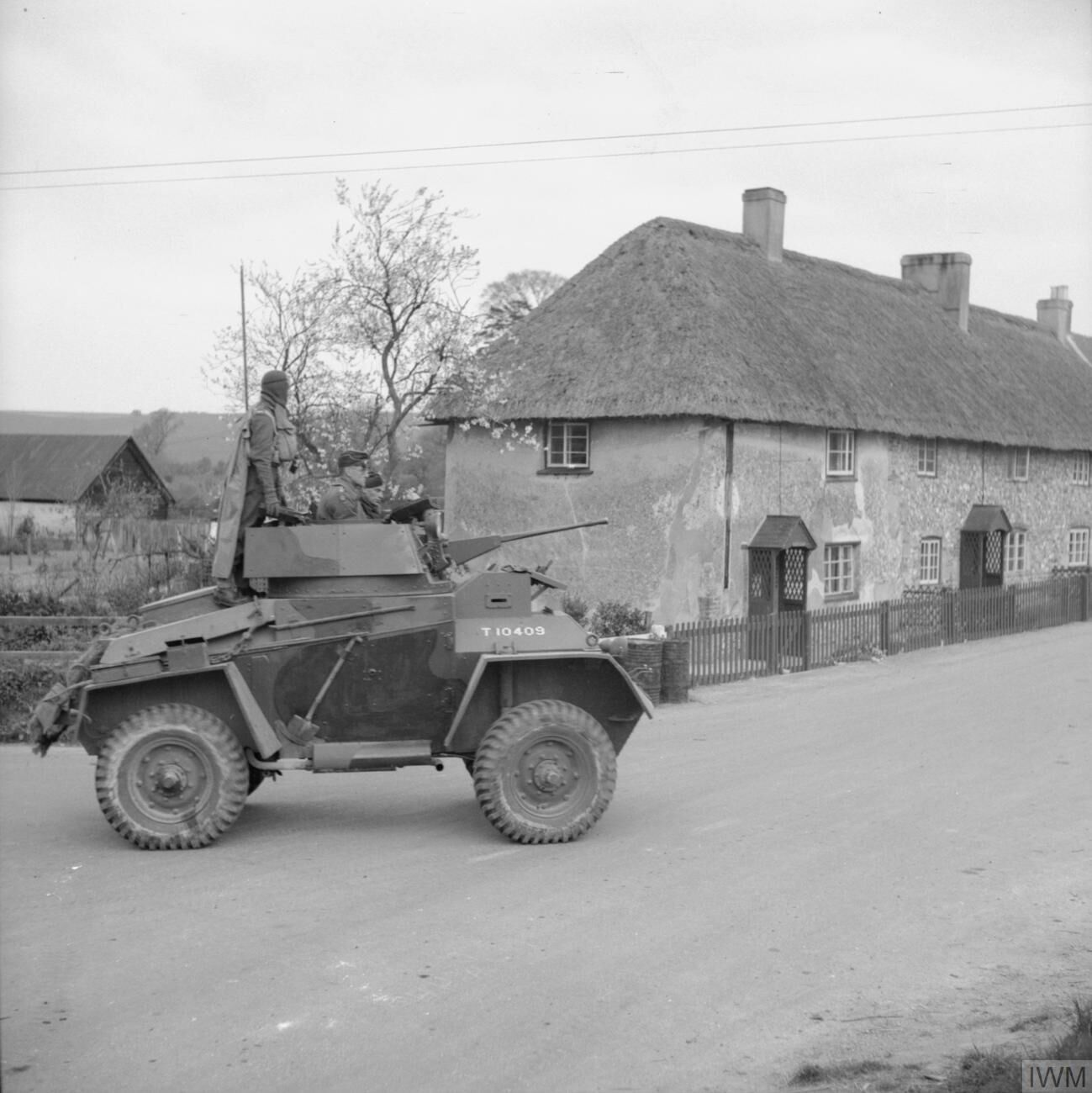
Guy AC Mk IA podczas ćwiczeń przeciwinwazyjnych, 7 maja 1941

Debiutem i zarazem jedynym użyciem bojowym samochodów pancernych Guy była kampania francuska 1940 roku, lecz wzięło w niej udział jedynie 6 samochodów, wchodzących w skład tzw. Phantom Squadron (Szwadronu widmo), należącego do No. 3 Air Mission (Misja lotnicza nr 3) – jednostki łącznikowej Brytyjskiego Korpusu Ekspedycyjnego z naczelnym dowództwem. W samochody te miał zostać przezbrojony w maju 1940 roku 12. Pułk Lansjerów, stacjonujący we Francji w składzie Brytyjskiego Korpusu Ekspedycyjnego (z samochodów Morris CS9/LAC), lecz nie doszło do tego z powodu niemieckiego ataku na Francję. 
Samochody pancerne Guy były następnie używane na Wyspach Brytyjskich, w składzie pułków przygotowanych do odparcia ewentualnej inwazji (m.in. 12th Lancers, Royal Canadian Dragoons i 2nd Northamptonshire Yeomanry). W późniejszym okresie w oddziałach bojowych zastąpione zostały przez samochody Humber i Daimler, a same zostały przesunięte do szkolenia jednostek brytyjskich i sojuszniczych. Od czerwca 1940 do marca 1941 pluton samochodów Guy osłaniał także samochody przewożące członków rządu i rodziny królewskiej (m.in. pancerne salonki Humber Ironside Special Salon). 
Sześć samochodów pancernych Guy użytych we Francji wpadło w ręce Niemców, którzy oznaczyli ten typ według klasyfikacji pojazdów zdobycznych jako Panzerspähwagen G 209(e). Ich ewentualne użycie przez Niemców nie jest jednak znane.
Samochody pancerne Guy nie cieszyły się dobrą opinią pod względem niezawodności. Podczas prób na Bliskim Wschodzie ujawniano usterki dotyczące głównie podwozia (mostów napędowych, osi, łożysk kół), a także deformacji ramy. Podczas produkcji dostrzegano także problemy z kruchością płyt pancernych, chociaż, według D. Fletchera, wydaje się, że problem zniknął po zmontowaniu nadwozi.

## Opis techniczny

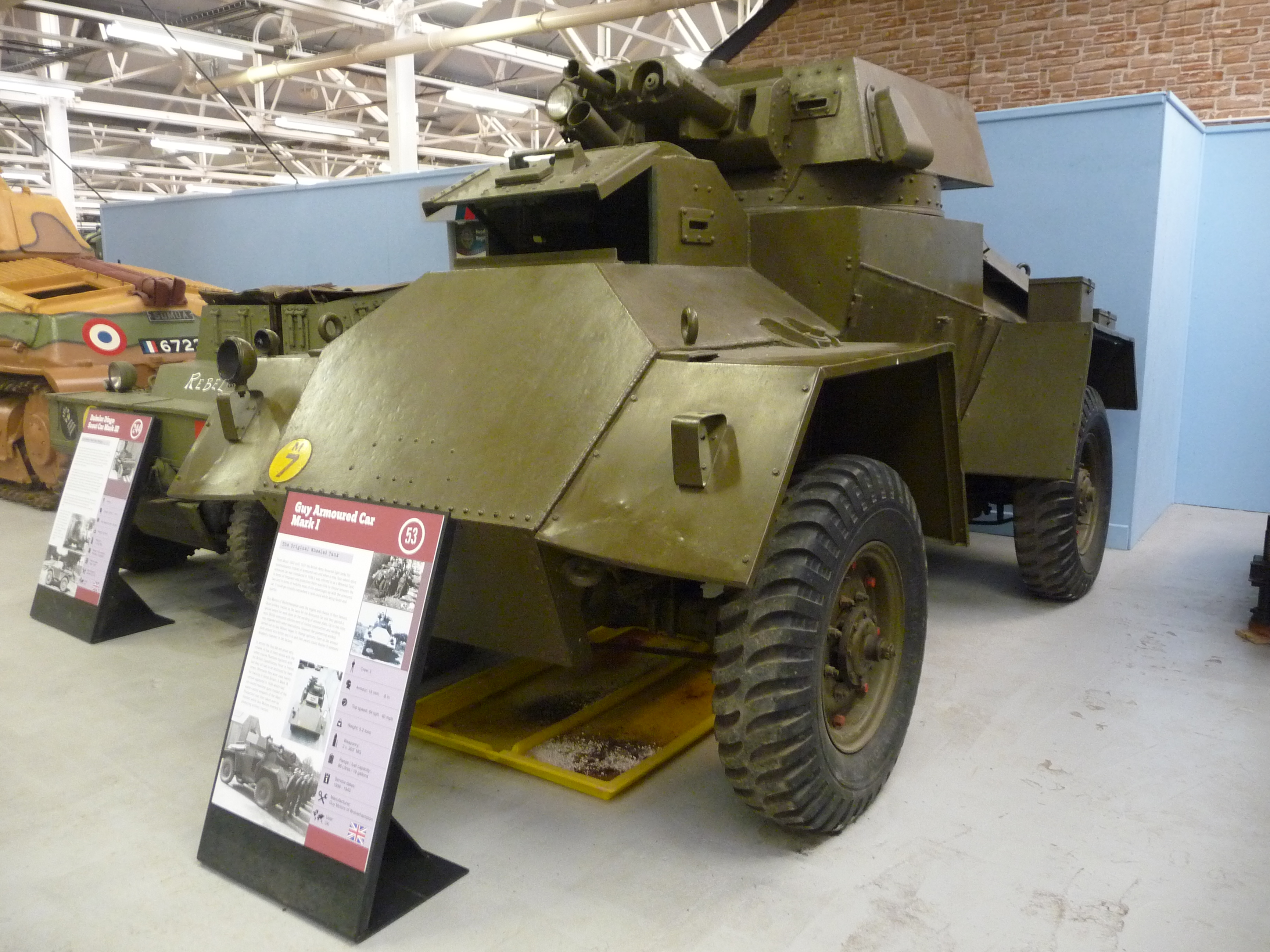
Guy AC Mk I w muzeum pancernym Bovington

Samochód Guy Armoured Car był średnim samochodem pancernym, dwuosiowym, z napędem na wszystkie koła. Konstrukcja samochodu opierała się na ramie prostokątnej. Silnik umieszczony był z tyłu, z chłodnicą za nim. Samochód miał silnik Meadows 4ELA, gaźnikowy, rzędowy, czterocylindrowy, chłodzony cieczą, o pojemności 3686 cm³ i mocy 55 KM przy 2600 obr./min (inne dane: 53 KM). Mechaniczna skrzynia biegów miała cztery biegi do przodu i jeden do tyłu. Napęd przenoszony był przez skrzynkę rozdzielczą, umieszczoną bliska środka pojazdu, na obie sztywne osie, za pośrednictwem mostów napędowych z mechanizmami różnicowymi. Kierowane były przednie koła. Zawieszenie osi z przodu i tyłu było zależne, na półeliptycznych resorach wzdłużnych, z hydraulicznymi amortyzatorami. 
Nadwozie pancerne było spawane z płyt walcowanych, mocowane w czterech punktach do ramy. Pancerz kadłuba i wieży miał grubość do 15 mm. W dolnej części bocznych ścian były luki wejściowe, ponadto wieża miała dwa włazy w dachu. Wieża była osadzona na łożysku kulkowym i obracana była ręcznie. Samochód był wyposażony w radiostację No.19.